# Seitseminens nationalpark
Seitseminens nationalpark (fi.  Seitsemisen kansallispuisto) är en nationalpark i Birkaland, i Finland. Reservatet är beläget vid Ikalis och Ylöjärvi, i södra Suomenselkäs vattendelarområde. Landskapet är ett varierat myr- och skogslandskap med morän åsar.
Nationalparken inrättades 1982 och utvidgades 1989 och omfattar sedan dess 45,5 kvadratkilometer.

## Gamla skogar
Delar av nationalparken innehåller några av de mest ursprungliga skogarna som står att finna i Finland. Multiharju urskog, som ligger mitt i reservatet, har betecknats som Seitseminens hjärta. Multiharju fredades redan 1910 och har nästan 400 år gamla tallar med den karaktäristiska sköldbarken.
Också vid Pitkäjärvi och längs Seitsemisjokis stränder finns väl bevarad naturskog. Bland de riktigt skyddsvärda arterna kan räknas flygekorre, orkidén korallrot och lavarterna lunglav och luddlav.